# Pelargonium graveolens
Pelargonium graveolens là một loài thực vật có hoa trong họ Mỏ hạc. Loài này được L'Hér. mô tả khoa học đầu tiên năm 1792.

## Hình ảnh

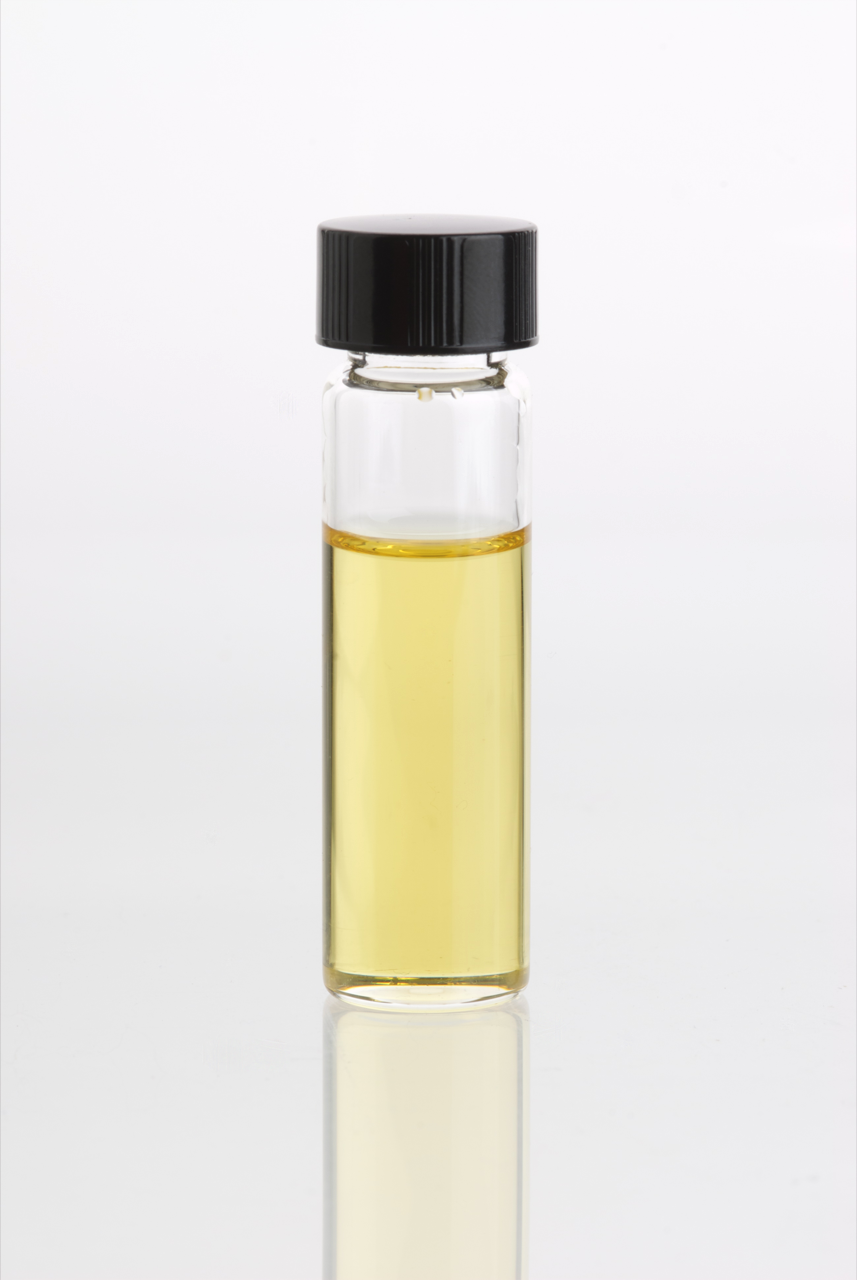
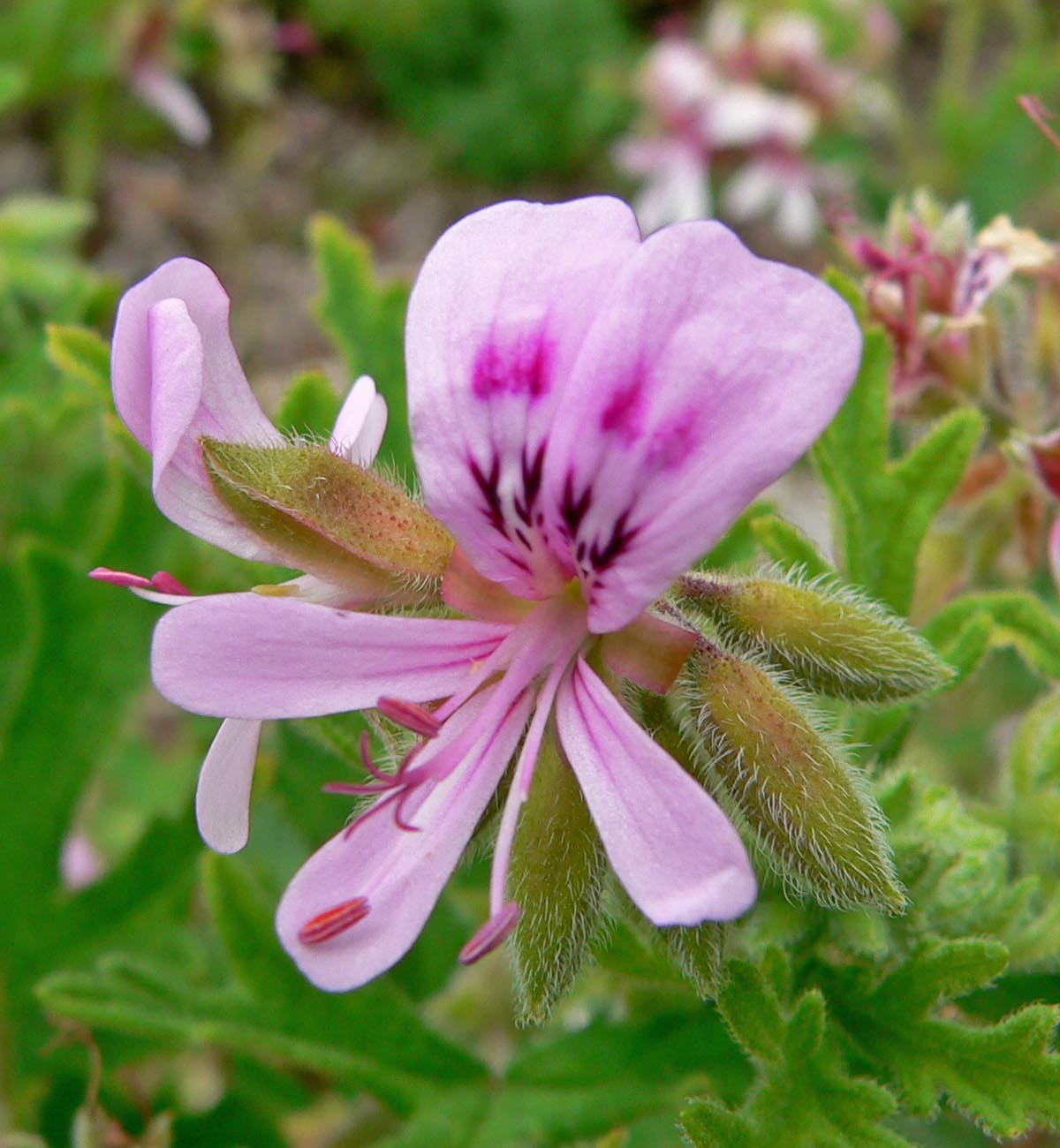
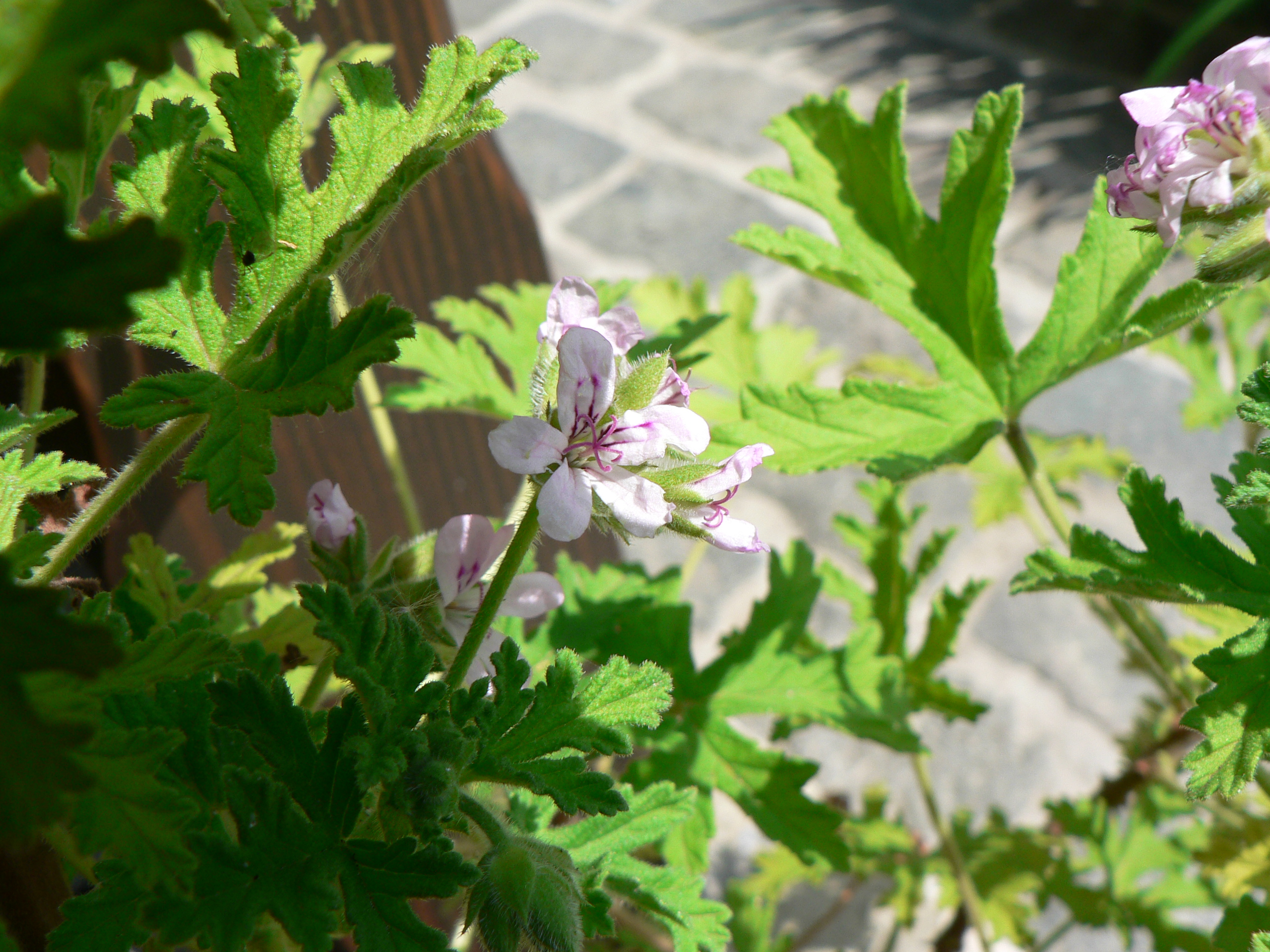
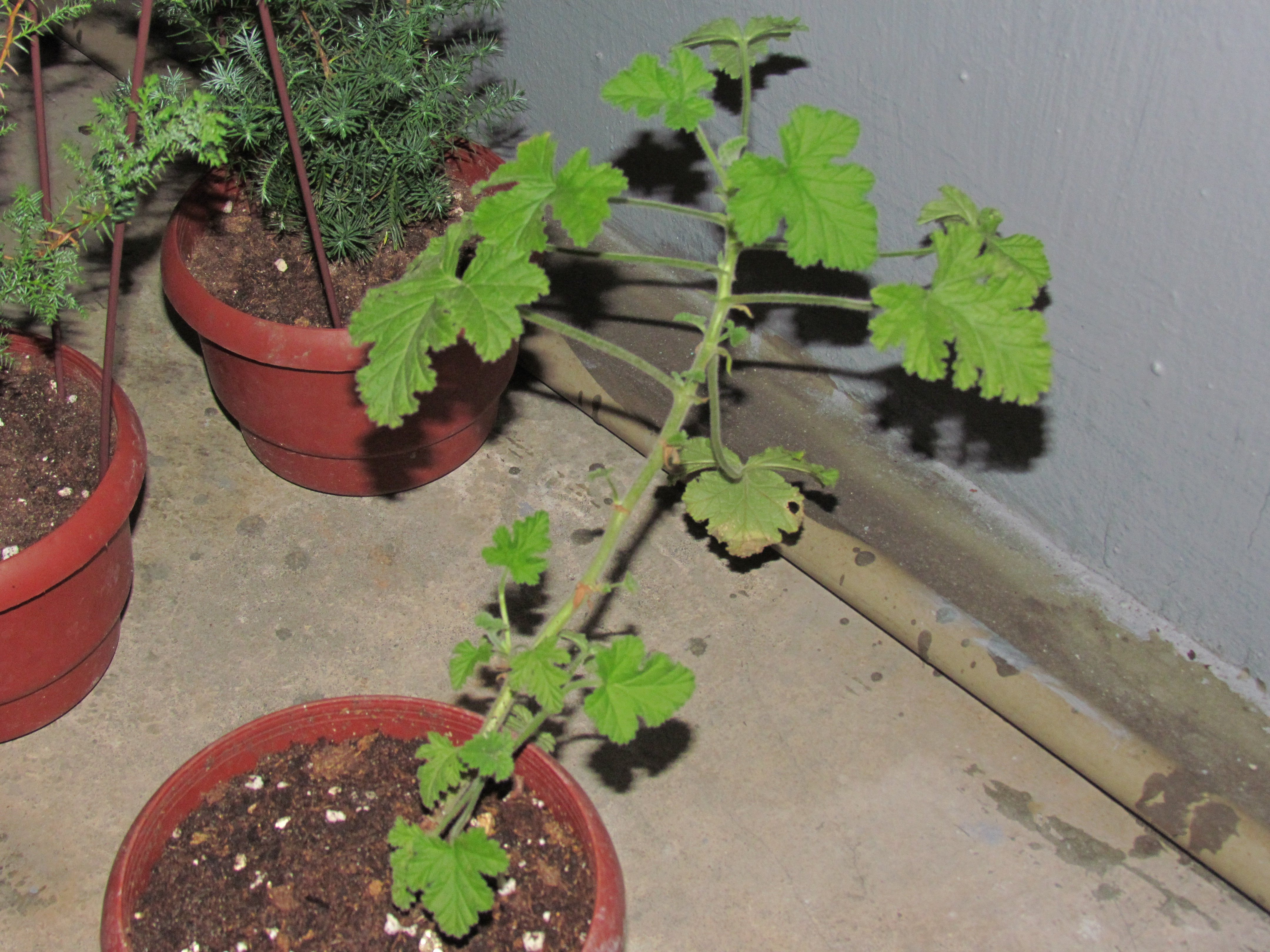